# Gavassa
Gavassa o Villa Gavassa (Gavâsa in dialetto reggiano; Gavassæ in latino) è una frazione (o villa) del comune di Reggio Emilia.

## Geografia fisica
Sita nella pianura Padana, Gavassa è posta a 5 km dal centro della città, a nord-est del capoluogo. È situata al confine con i comuni di Correggio e San Martino in Rio. La villa è caratterizzata da tre nuclei principali: La Lumaca, La Villa e Case Nuove. A ponente l'abitato è bagnato dal torrente Rodano.

## Storia
Nominata per la prima volta in un documento dell'857, Gavassa fu possesso di Matilde di Canossa e, dopo la morte della Grancontessa, passò al nipote Guelfo I, margravio di Toscana e duca di Spoleto. Egli donò quindi la borgata a Gherardo Rangoni che a sua volta, nel 1176, la donò alla Chiesa di Reggio. Nel 1315 Gavassa risultava essere un comune autonomo, in seguito invece cadde sotto l'amministrazione di Reggio, dalla quale fu separata solamente dal 1805 al 1807, quando fu prima unita al comune di Massenzatico, e poi a quello di Budrio.
Segnata da un notevole sviluppo urbano iniziato a metà degli anni 1990, la frazione conserva tuttora una vocazione propriamente agricola e una dotazione di servizi di base facente perno innanzitutto sulle strutture della parrocchia. Inoltre, nelle zone limitrofi alla frazione reggiana, è stata costruita RCF Arena, l'arena eventi all'aperto più grande d'Europa, dove si potranno ospitare concerti di artisti e gruppi nazionali ed internazionali.

## Monumenti e luoghi d'interesse
- Chiesa parrocchiale di San Floriano, citata per la prima volta in un documento del 1171.

## Infrastrutture e trasporti

### Strade
Gavassa è situata sulla ex Strada statale 468 di Correggio, che collega Reggio a Carpi oggi affiancata da una nuova variante.